# Johann Jacob Böhle
Johann Jacob Böhle (* 5. August 1751 in Sachsenberg; † 22. September 1832 ebenda) war ein deutscher Bürgermeister und Politiker.

## Leben
Böhle war der Sohn des Bürgermeisters Johannes Böhle (* 4. Januar 1708 in Sachsenberg; begraben 2. November 1773 ebenda) und dessen Ehefrau Rosine Margaretha geborene Bönner. Er war evangelisch und heiratete am 15. November 1781 in Sachsenberg Catharina Juliane Hallenberg († 23. November 1828 in Sachsenberg).
Böhle war Bürgermeister in Sachsenberg. Als solcher war er von 1825 bis 1826 Mitglied des Landstandes des Fürstentums Waldeck.